# Bahnhof Shokotsu
Der Bahnhof Shokotsu (jap. 渚滑駅, Shokotsu-eki) ist ein ehemaliger Bahnhof auf der japanischen Insel Hokkaidō. Er befand sich in der Unterpräfektur Okhotsk auf dem Gebiet der Stadt Mombetsu und war von 1921 bis 1989 in Betrieb.

## Beschreibung

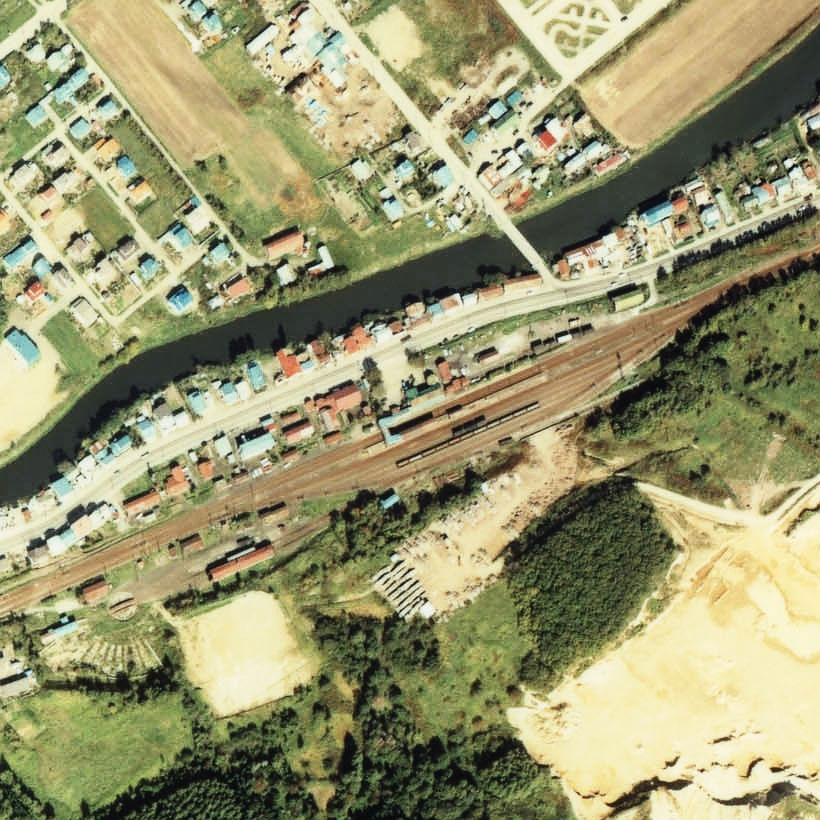
Luftansicht (1978)

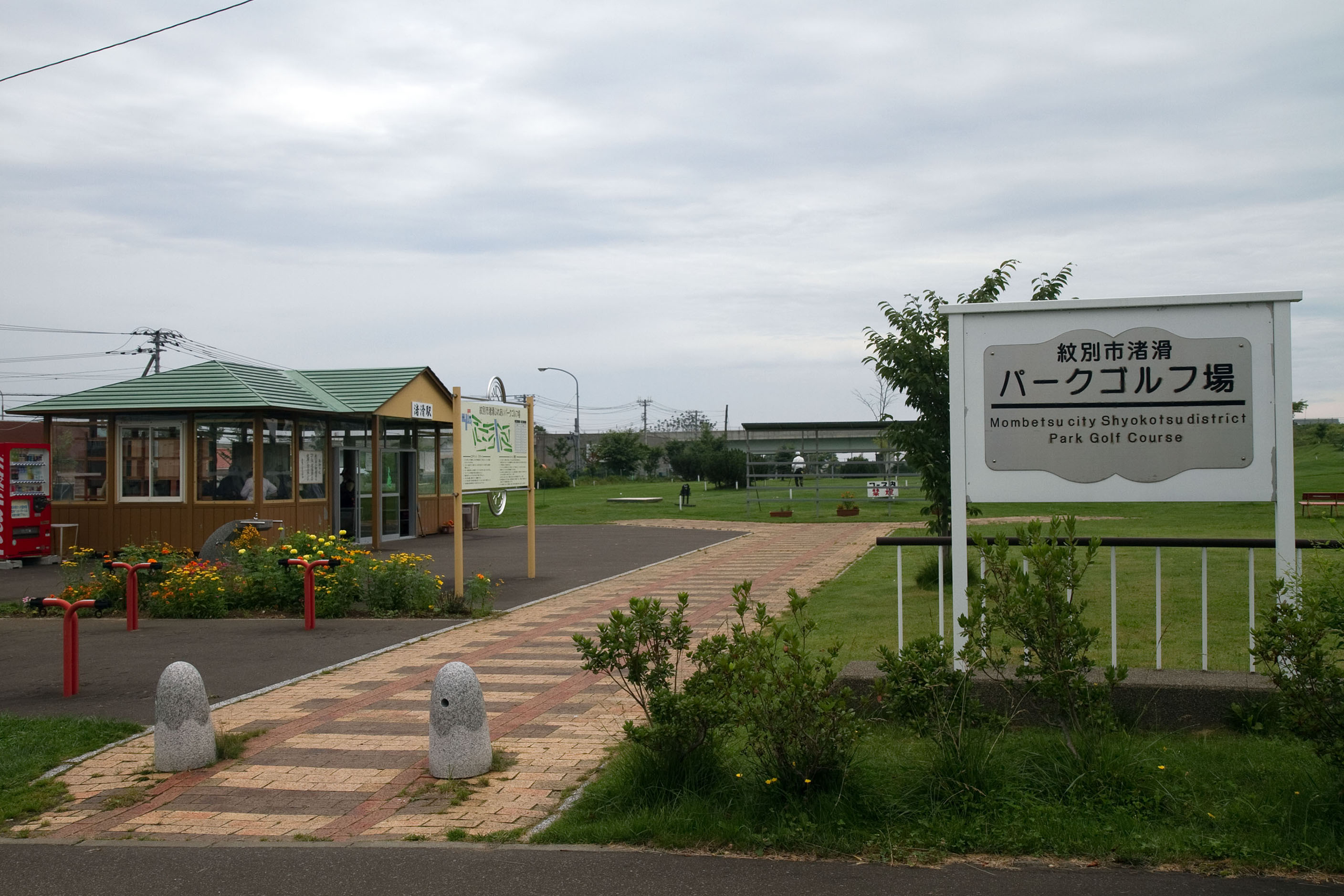
Der ehemalige Standort des Bahnhofs wird als Golfplatz genutzt (August 2010)

Shokotsu war ein Trennungsbahnhof an der Nayoro-Hauptlinie, die von Nayoro nach Engaru führte. Hier zweigte die Shokotsu-Linie nach Kitami-Takinoue ab. Der Bahnhof befand sich im Stadtteil Shokotsuchō, etwa drei Kilometer nordwestlich des Stadtzentrums. Er war von Westen nach Osten ausgerichtet und besaß drei Gleise für den Personenverkehr. Diese lagen am Hausbahnsteig und an einem Mittelbahnsteig, der durch eine gedeckte Überführung mit dem Empfangsgebäude an der Nordseite der Anlage verbunden war. Hinzu kamen mehrere Gleise für den Güterverkehr sowie ein kleines Depot mit einer Drehscheibe an der Westseite der Anlage.
Das Empfangsgebäude diente zunächst als Warteraum der benachbarten Bushaltestelle. Seit 1991 wird das frühere Gleisfeld als Anlage für Parkgolf genutzt, eine in Japan verbreitete Mischform von Golf und Croquet. 1997 wurde das Empfangsgebäude abgerissen und zwei Jahre später durch ein Gebäude ersetzt, das von landwirtschaftlichen Organisationen und einer Tierklinik genutzt wird.

## Geschichte
Das Eisenbahnministerium eröffnete den Bahnhof am 25. März 1921, zusammen mit dem Abschnitt der Nayoro-Hauptlinie zwischen Naka-Yūbetsu und Okoppe. Am 5. November 1923 folgte die Eröffnung der Shokotsu-Linie nach Kitami-Takinoue, womit Shokotsu nun ein Trennungsbahnhof war. Von 1962 bis 1986 hielten auch Eilzüge in Shokotsu. Die Japanische Staatsbahn stellte am 15. November 1982 den Güterumschlag ein, am 1. Februar 1984 auch die Gepäckaufgabe. Am 1. April 1985 erfolgte die Stilllegung der Shokotsu-Linie. Die Nayoro-Hauptlinie ging im Rahmen der Staatsbahnprivatisierung am 1. April 1987 in den Besitz von JR Hokkaido über und wurde von dieser am 1. Mai 1989 ebenfalls stillgelegt.